# 메나시군

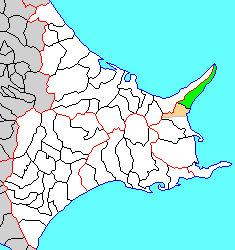
메나시 군의 위치

메나시군(일본어: 目梨郡)은 일본 홋카이도 네무로 지청의 군이다.
인구 4,259명, 면적 397.72km², 인구밀도 10.7명/km².(2025년 2월 28일, 주민기본대장인구)
이하 1정으로 구성된다.
- 라우스정(羅臼町)

## 역사
에도 시대의 메나시 군역은 마쓰마에번에 의해 설치된 네모로 장소에 포함되었다. 에도 시대 후기, 메나시 군역은 동 에조치에 속하고 있었다. 국방을 위해 1799년에 메나시 군역은 천령이 되었다. 1869년 메나시 군이 두어졌고 홋카이도 네무로국에 속했다.
군 이름의 유래는 아이누어의 ‘메나시’(Мэнaси, 동방)로, 현재의 네무로 지청(시레토코와 북방 영토를 포함한다) 일대를 가리키고 있었다.